# 174th–175th Streets
174th–175th Streets – stacja metra nowojorskiego, na linii B i D. Znajduje się w dzielnicy Bronx, w Nowym Jorku i zlokalizowana jest pomiędzy stacjami Tremont Avenue i 170th Street. Została otwarta 1 lipca 1933.